# Propylthiouracil
Propylthiouracil (PTU) ist ein Thioharnstoff-Derivat und gehört zur Gruppe der Thyreostatika, welche zur symptomatischen Behandlung der krankhaften Überfunktion der Schilddrüse (Hyperthyreose) eingesetzt werden.

## Klinische Angaben

### Anwendungsgebiete (Indikationen)
Die Hyperthyreose als Krankheitsbild umfasst mehrere verschiedene Erkrankungen, die durch einen Hypermetabolismus und erhöhte Serumspiegel von Schilddrüsenhormonen charakterisiert sind. Thyreostatika vom Thioharnstoff-Typ sind zur Behandlung von Hyperthyreosen – insbesondere bei der Basedow-Krankheit (Morbus Basedow) – zur präoperativen Therapie vor subtotaler Strumaresektion, vor und nach einer Radioiodtherapie und in Dosen von 900 bis 1200 mg/Tag oral oder über den Magenschlauch als unterstützende Maßnahme (adjuvante Therapie) bei einer thyreotoxischen Krise (= akute, lebensbedrohliche Exazerbation einer Hyperthyreose) angezeigt.

### Gegenanzeigen (Kontraindikationen)
Die Therapie mit dem Arzneistoff ist kontraindiziert bei bestehender Überempfindlichkeit gegenüber Propylthiouracil, bei einer bestehenden Agranulozytose beziehungsweise einer schweren Störungen der Hämatopoese, bei schwerer Leberinsuffizienz und einem Schilddrüsenkarzinom. Eine Kontraindikation besteht bei einer retrosternalen Struma wegen der Gefahr der Kompression der Trachea durch Zunahme des Drüsenvolumens.

### Wechselwirkungen mit anderen Medikamenten
Die thyreostatische Wirkung von Propylthiouracil wird durch die parallele Gabe von Thyroxin beeinflusst und kann bei vorausgegangener oder gleichzeitiger Verabreichung von iodhaltigen Röntgenkontrastmitteln oder anderen iodhaltigen Arzneimitteln deutlich gesenkt werden und den Eintritt der Euthyreose hinauszögern. Die freie wirksame Fraktion von Cumarin-Derivaten kann sich bei der Therapie mit Propylthiouracil erhöhen. Der Arzneistoff ist zudem ein Antagonist des Vitamin K, die Wirkung von Antikoagulantien kann sich verstärken, so dass der INR im Rahmen der Behandlung engmaschig kontrolliert werden muss.
In vitro Studien zeigen bei Warfarin, Acetylsalicylsäure und Phenylbutazon eine signifikante Erhöhung des freien Anteils von Propylthiouracil im Serum. Diese Reaktion wurde mit Phenytoin, Nortriptylin und Phenazon nicht beobachtet.

### Anwendung während Schwangerschaft und Stillzeit
Eine Hyperthyreose während der Schwangerschaft ist assoziiert mit erhöhten Fehlgeburt-, Totgeburt- und Fehlbildungsraten. Ebenso führt die mütterliche Hypothyreose zu erhöhten Abortraten. Die Rate der Fehlbildungen unter der Therapie mit Propylthiouracil unterscheidet sich nicht von der spontanen Rate. In der 10. bis 14. Schwangerschaftswoche beginnt die fetale Hormonproduktion. Die Dosierung von Propylthiouracil muss möglichst niedrig gewählt werden, um einen Abort sowie Hypothyreose und eine Struma des Feten oder Neugeborenen zu vermeiden. Im letzten Trimenon der Schwangerschaft kommt es oft zu einer spontanen Besserung der Hyperthyreose. Von der Schwangeren und dem Feten wird eine leichte Hyperthyreose besser vertragen als eine Hypothyreose.
In der Stillzeit gilt Propylthiouracil bei strenger Indikationsstellung als das Arzneimittel der Wahl, da die Konzentration in der Muttermilch höchstens ein Zehntel der mütterlichen Serum-Konzentration beträgt. Es wurden jedoch Einzelfälle von Hypothyreosen beim Säugling beschrieben. Während der Schwangerschaft und Stillzeit ist somit eine besonders sorgfältige Überwachung von Mutter und Kind erforderlich. Die TSH-Werte sollten sehr gering oder nicht messbar sein, und die Parameter der freien Schilddrüsenhormone sollten sich im oberen Normalbereich befinden. Eine Kombination von Propylthiouracil mit Thyroxin während der Schwangerschaft und Stillzeit ist obsolet.

### Unerwünschte Arzneimittelwirkungen
Die meisten Nebenwirkungen sind dosisabhängig und werden deshalb vor allem in den ersten Behandlungswochen und speziell bei Überdosierung beobachtet. Leichtere Reaktionen bilden sich oft zurück, auch wenn die thyreostatische Therapie fortgesetzt wird. Bei normaler Dosierung von Propylthiouracil können folgende unerwünschte Arzneimittelwirkungen vorkommen:
- Gelegentlich: Arthralgie, Arzneimittelexanthem, Magen-Darm-Beschwerden, Nesselsucht (Urtikaria)
- Selten: Agranulozytose, Hepatotoxizität[7]
- Sehr selten: Allergische Reaktion, Arzneimittelfieber, Leberfunktionsstörungen, Lymphadenopathie, Thrombozytopenie, Vaskulitis
- Extrem selten: Alopecia, Angiitis, positiver Coombs-Test, Dysosmie (gestörte Geruchswahrnehmung), Störung der Erythropoese, gestörter Geschmackssinn, Hämolyse, idiopathische interstitielle Pneumonie, Lupus erythematodes, neuromuskuläre Störungen, Polyarteriitis nodosa, peripheres Ödem, akute Polyarthritis, Übelkeit, Vertigo, Erbrechen
- Möglich: Leukozytopenie, Protrusio Bulbi, Strumabildung beim Neugeborenen, Thyreotoxische Krise[8]

Propylthiouracil hat sich im Tierversuch als cancerogen erwiesen.

## Pharmakologische Eigenschaften

### Wirkungsmechanismus (Pharmakodynamik)
Propylthiouracil ist ein Thioharnstoff-Derivat und gehört als Iodisationshemmer zur Gruppe der Thyreostatika, welche die Thyreoperoxidase (Schilddrüsenperoxidase) kompetitiv hemmen und somit einerseits die Oxidation von Iodid zu elementarem Iod (Iodisation) und als Folge davon den Einbau von Iod in die Tyrosylreste des Thyreoglobulins sowie deren Kombination zu T3 beziehungsweise T4 verhindern. Propylthiouracil hemmt in hohen Dosen die periphere Deiodierung von Thyroxin zu Triiodthyronin durch die Deiodase D1. Dieser Mechanismus ist Iod-unabhängig. Die Wirkung tritt erst nach 1–2 Wochen ein, wenn die Hormonvorräte in der Schilddrüse erschöpft sind.

### Aufnahme und Verteilung im Körper (Pharmakokinetik)
Propylthiouracil wird nach oraler Verabreichung gut und rasch resorbiert, eine gleichzeitige Einnahme von Nahrung hat keinen Einfluss auf die Resorption. Die absolute Bioverfügbarkeit beträgt etwa 80 %, und maximale Serumspiegel werden nach 1 bis 2 Stunden erreicht. Die Plasmaproteinbindung beträgt 75 %, das Verteilungsvolumen 0,4 L/kg. Propylthiouracil akkumuliert geringfügig in der Schilddrüse. Im Gegensatz zu einer ursprünglichen Annahme wurde später gezeigt, dass Propylthiouracil die Plazenta ebenso gut wie Thiamazol passiert. Dagegen ist die Konzentration von Propylthiouracil in der Muttermilch niedriger als im Plasma. Das Konzentrationsverhältnis Milch zu Plasma beträgt für Propylthiouracil etwa 0,1, für Thiamazol etwa 1,0. Die Verstoffwechslung von Propylthiouracil findet größtenteils in der Leber statt. Es wird zu über 65 % glucuronidiert, das heißt mit Glucuronsäure umgesetzt und weiter S-methyliert und sulfatiert. Die Metaboliten sind nicht oder nur schwach aktiv. Die Elimination erfolgt überwiegend renal, zu ca. 60 % in Form von Metaboliten, ungefähr 10 % werden unverändert eliminiert. Die Plasmahalbwertszeit von Propylthiouracil ist mit etwa 2 Stunden kurz, so dass die Tagesdosis auf bis zu 6 Einzelgaben verteilt werden muss. In der Schilddrüse wird der Wirkstoff zu Propyluracil entschwefelt; der Schwefel wird zu Sulfat oxidiert.

### Anwendung in der Veterinärmedizin
Propylthiouracil wird selten zur präoperativen Vorbereitung auf eine Thyreoidektomie bei einer felinen Hyperthyreose der Hauskatze eingesetzt. Wegen der möglichen leichtgradigen bis schwerwiegenden Nebenwirkungen (Thrombozytopenie und hämolytische Anämie) sollte der Arzneistoff nur für kurze Zeit angewendet werden. In der Veterinärmedizin ist Thiamazol das Arzneimittel der Wahl, Propylthiouracil soll jedoch einen Vorteil bei der Behandlung von schweren Hyperthyreosen durch Erzielung eines schnellen klinischen Erfolges (Hemmung der peripheren Konversion von T4 zu T3) haben.

## Recht
„Nach § 1 in Verbindung mit Anlage 1 der Verordnung über Stoffe mit pharmakologischer Wirkung ist die Anwendung von „Stoffen mit thyreostatischer Wirkung wie Thiouracile, Thioimidazole, Thiohydantoine für Einhufer, Rinder, Schweine, Schafe, Ziegen, Kaninchen, Geflügel, Haar- und Federwild für alle Anwendungsgebiete“ ausgeschlossen. Daher gibt es auch keine zulässigen Höchstmengen; der Nachweis von Rückständen führt unabhängig von der Höhe des Befundes zur Strafverfolgung. Die mißbräuchliche Anwendung von Thyreostatika als Masthilfsmittel wird im Rahmen des Nationalen Rückstandskontrollplans überwacht.“

## Handelsnamen
Monopräparate

Prothiucil (A), Propycil (D, CH)